# 후팡차오역
후팡차오역(중국어: 虎坊桥站)은 중국 베이징시 시청구 춘슈 가도·타오란팅 가도·톈차오 가도·다실란 가도 접경의 루오마시 대가·난신화가·후팡차오로 교차로에 위치한 베이징 지하철 7호선의 지하철역이다. 2014년 12월 28일 7호선 개통과 함께 운영에 들어갔다.

## 위치
후팡차오역은 베이징 외성, 루오마시 대가 - 주스커우 서대가(량광로, 동서 방향) 및 난신화가 - 푸팡차오로(남북 방향) 교차로에 위치한다.

## 역 구조
후팡차오역은 지하 2층, 3경간의 역으로 섬식 승강장으로 설계되었다. 역사 구조는 총 폭이 23m로 지하 굴착을 이용하여 건설되었다. 대합실에는 벽화 "하오취쉬안난"《浩气宣南》이 있고, 승강장 동단에 건넘선이 존재한다.
| 지면층             | 가도                            | A—D출입구                                               |
| 지하 1층 대합실 층 | 대합실                          | 발권 서비스, 자동 티켓 판매기, 이카통(一卡通) 카드 충전 |
| 지하 2층 승강장    | ←                               | ■ 7호선 베이징 서역 방면 (차이스커우)                   |
| 지하 2층 승강장    | 섬식 승강장, 왼쪽 출입문이 열림 |                                                         |
| 지하 2층 승강장    | →                               | ■ 7호선 유니버설리조트 방면(주스커우)                   |

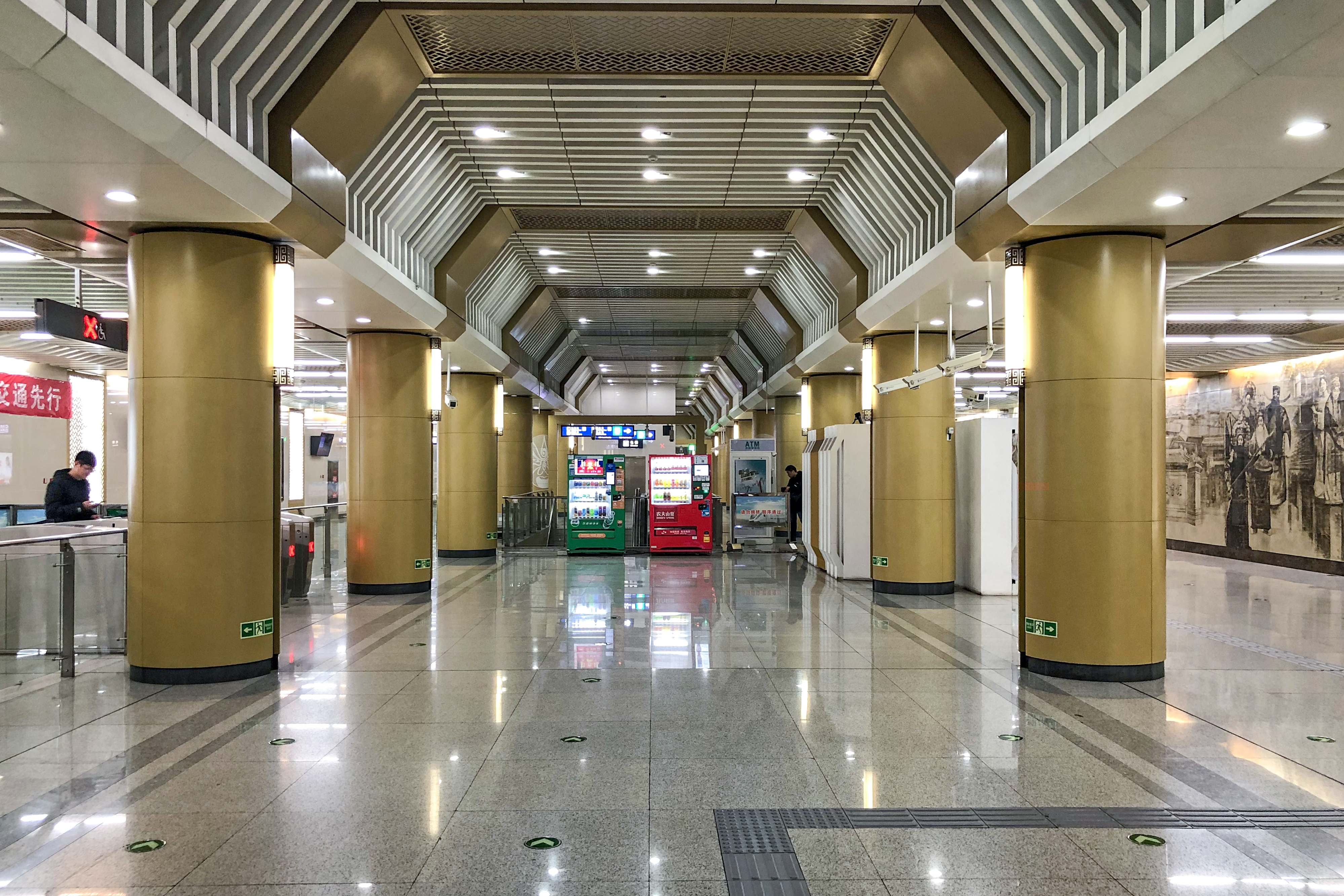
후팡차오역 대합실 (2019년 11월 촬영)

## 출구
후팡차오역에는 4개의 출입구가 있다.
|                         |                                    | |      |             |
| 출구                    | 지시                               | 출구 인근 | 사진 | 무장애 시설 |
| 出口 · A                | 루오마시 대가(骡马市大街) 북측     | 난신화가(南新华街), 치엔쑨궁위안후퉁(前孙公园胡同), 호우쑨공원 초등학교(后孙公园小学), 베이징 제43중학교(北京四十三中) |      | 빈칸        |
| 出口 · B                | 난신화가(南新华街) 동측            | 주스커우 서대가(珠市口西大街) 북측, 얀쯔후퉁(胭脂胡同), 지샤오란 옛 거주지(纪晓岚故居)                                 |      | 빈칸        |
| 出口 · C                | 주스커우 서대가(珠市口西大街) 남측 | 완밍로(万明路), 후팡차오로(虎坊路), 치엔얼후퉁(阡儿胡同), 타이펑후이중 빌딩(太丰惠中大厦)                              |      |             |
| 出口 · D                | 후팡차오로(虎坊路) 서측            | 루오마시 대가(骡马市大街) 남측, 베이징후광회관(北京湖广会馆)                                                           |      | 빈칸        |
| 아이콘 설명: 엘리베이터 |                                    | |      |             |